# Pierrick Fédrigo
Pierrick Fédrigo (* 30. listopadu 1978, Marmade, Francie) je francouzský silniční profesionální cyklista jezdící od roku 2005 za ProTour stáj Bbox Bouygues Telecom. Jeho největším úspěchem bylo vítězství na mistrovství Francie, a vítězství na čtyřech etapách závodu Tour de France. V současné době jezdí za tým FDJ-BigMat

## Úspěchy
2002
vítěz etapy na Tour du Limousin
vítěz etapy na Paris-Corrèze
2003
vítěz etapy na Tour de l'Avenir
2004
1. celkově  na Tour du Limousin
vítěz etapy
2005
1.  na mistrovství Francie
1. celkově  na Čtyři Dny v Dunkerque
1. na Cholet - Pays de Loire
2006
vítěz etapy na Tour de France
1. celkově  na Tour du Limousin
vítěz etapy
2008
vítěz etapy na Čtyři Dny v Dunkerque
vítěz etapy na Kolem Katalánska
2009
vítěz etapy na Čtyři Dny v Dunkerque
vítěz etapy na Critérium du Dauphiné Libéré
vítěz etapy na Tour de France,
2010
vítěz etapy na Tour de France,
1. celkově  na Criterium International
vítěz etapy
2012
vítěz etapy na Tour de France,

## Celkové pořadí na velkých etapových závodech
|                 | 2003 | 2004 | 2005 | 2006 | 2007 | 2008 | 2009 | 2010 |
| --------------- | ---- | ---- | ---- | ---- | ---- | ---- | ---- | ---- |
| Tour de France  | WD   | 76.  | 46.  | 29.  | 84.  | 32.  | 56.  | 57.  |
| Giro d'Italia   | -    | -    | -    | -    | -    | -    | -    | -    |
| Vuelta a España | -    | -    | WD   | -    | -    | -    | WD   |      |

WD = nedokončil závod